# Michael Thalheimer
Michael Thalheimer, född 28 maj 1965 i Frankfurt am Main, är en tysk teaterregissör.

## Biografi
Mellan 1985 och 1989 utbildade sig Michael Thalheimer till skådespelare på Hochschule der Künste Bern i Schweiz. Som regissör debuterade han 1997 på Theater Chemnitz i Chemnitz i Sachsen där han var anställd som skådespelare då han satte upp Der Architekt und der Kaiser von Assyrien av Fernando Arrabal. Från år 2000 var han knuten som regissör till Thalia Theater i Hamburg och 2005-2008 ingick han i den konstnärliga ledningen för Deutsches Theater i Berlin. Michael Thalheimer har regisserat på flera prestigefulla teatrar runt om i Tyskland, däribland Schaubühne am Lehniner Platz i Berlin samt på Burgtheater i Wien. Han har varit representerad på Berliner Theatertreffen sju gånger, däribland med Das Fest efter Thomas Vinterbergs film Festen med Staatsschauspiel Dresden år 2000. Klassiker klär han av deras tidsfärg och reducerar dem till långfilmsformat för att skapa koncentration kring pjäsens essens. Hans stil är minimalistisk och kylig, men samtidigt med stor närvaro och musikalitet. 2001 tilldelades han både Friedrich-Luft-Preis och Nestroy-Theaterpreis för iscensättningen av Gotthold Ephraim Lessings Emilia Galotti på Deutsches Theater. 2012 tilldelades han Nestroy-Theaterpreis för iscensättningen av Hugo von Hofmannsthals Elektra på Burgtheater. Michael Thalheimer har även regisserat opera.
2006 gästspelade Deutsches Theater på Dramaten med hans uppsättning av Faust (första delen) från 2004, som också den tilldelades Friedrich-Luft-Preis. 2005 regisserade han även andra delen på Deutsches Theater. På Dramaten har han gästregisserat tre gånger: 2008 satte han upp Ödön von Horvaths Kasimir och Karoline med bland andra Magnus Roosmann, Rebecka Hemse och Nadja Weiss. 2013 regisserade han Woyzeck av Georg Büchner med delvis samma ensemble och 2018 återkom han med Henrik Ibsens Peer Gynt med Erik Ehn i titelrollen.